# Smyrna
För andra betydelser, se Smyrna (olika betydelser).
| Smyrna         |
| -------------- |
| Smyrnas agora. |

Smyrna (Klassisk grekiska: Σμύρνα) var en grekisk stad strategiskt belägen på den Anatoliska halvön vid det Egeiska havet. Detta till följd av de gynnsamma förhållanden som rådde för den för Smyrna tillhörande hamnen. I dag har staden namnet Izmir.